# Koldínův zákoník

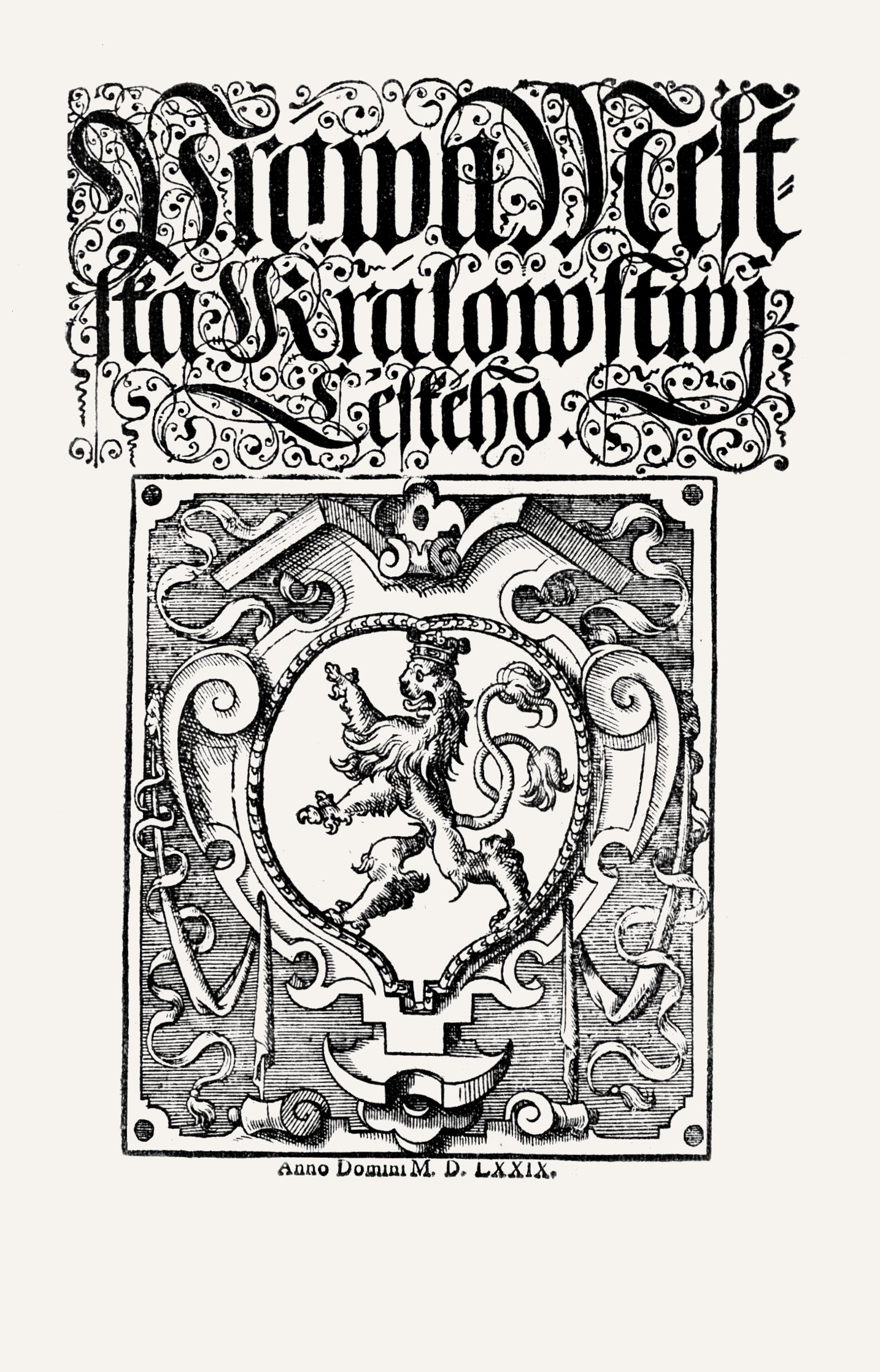
Titulní strana Práv městských království českého vydané Jiřím Melantrichem z Aventina

Koldínův zákoník, vydaný pod názvem Práva městská království českého, je kodifikací městského práva, jejímž autorem byl Pavel Kristián z Koldína, učitel-rektor na pražských školách. Roku 1565 se Koldín stal kancléřem Starého Města pražského a roku 1569 byl hotov definitivní návrh jeho díla „Práva městská království českého“. Spor mezi Litoměřicemi a Starým Městem pražským však královské potvrzení a sankcionování nového zákoníku zpozdil o 10 let, jelikož příslušná sněmovní komise se musela vyrovnat s litoměřickým protinávrhem vycházejícím z práva magdeburského.
Protože Koldín vycházel jen z práva okruhu Starého Města pražského, odvozeného z norimberského práva, a nepřejal do něj nic z magdeburského práva, severní česká města, která se magdeburským právem řídila, zákoník odmítala. Roku 1571 adresovala králi protinávrh (tzv. Extrakt), který byl v podstatě konzervací starého saského práva, které však už neodpovídalo potřebám doby. Přes postoj měst magdeburské oblasti Rudolf II. roku 1579 zákoník schválil a sankcionoval. Následujícího roku rada apelačního soudu Gabriel Svěchin z Paumberka prohlásil, „že nálezové podle těchto práv činění budou u appellace uznáváni“, tedy apelační soud tak uznal zákoník za závazný pro soudní praxi. Přesto odpor Litoměřic a Loun se podařilo zlomit až usnesením zemského sněmu roku 1610. Přitom ještě roku 1626 se Litoměřice marně snažily vymoci si změnu. Platnost kodifikace byla zpočátku omezena jen na Čechy, tedy kromě Těšína, kde byla zavedena roku 1598. Teprve roku 1680 byla uvedena na Moravu jako subsidiární a roku 1697 jako jediný zákoník městského práva.
Už roku 1579 se Koldín rozhodl napomoci rozšíření svého díla vydáním krátké „Summy“, která vyšla roku 1581. V ní používal stejné obraty, ale vynechával latinské sentence. V této zkrácené podobě těšila se Koldínova kodifikace veliké oblibě, čtrnáctkrát vyšla tiskem a v letech 1607 a 1614 byla přeložena pod názvem „Das böhmische Stadtrecht“ i do němčiny.
Koldínovým dílem český právní život získal mimořádně cenný příspěvek. Zákoník byl formulován výbornou češtinou a jeho ustanovení sestavena do přehledného systému. Koldín hojně použil i zemského práva a usnesení zemského sněmu. Se zdarem obohatil svou práci prvky z římského práva upraveného k domácím účelům. Zákoník obsahoval právní předpisy, které v podstatě upravovaly veškerý život obyvatel města i jeho správu a soudnictví.
Platnost Koldínova zákoníku ukončil (v Čechách po 232 a na Moravě po 114 letech) až rakouský všeobecný zákoník občanský (ABGB) v roce 1811. Mezi základy ABGB však vedle francouzského Code civil a obecného římského práva patřil právě Koldínův zákoník.